# 飯田史彦
飯田 史彦 （いいだ ふみひこ、1962年6月3日 - ）は、日本の経営学者、コンサルタント、スピリチュアル・カウンセラー、精神世界・スピリチュアル系の著作家、講演家、音楽療法家。専攻は人事管理論、企業文化論、経営戦略論。「いのち作家」を名乗っている。福島大学元教授。広島県竹原市出身。飯田史彦スピリチュアル・ケア研究所「光の学校」を運営。主著は『生きがいの創造―“生まれ変わりの科学”が人生を変える』（PHP研究所、1996年）。

## 略歴
- 1962年、広島県竹原市に生まれる。
- 1981年、広島県立呉三津田高等学校卒業。
- 1985年、学習院大学経済学部経済学科卒業後、1990年同大学大学院経営学研究科修了
- 1990年、福島大学助教授。
- 1995年、「「生きがい」の夜明け-生まれ変わりに関する科学的研究の発展が人生観に与える影響について-」を福島大学の「商学論集」に発表。船井総合研究所会長で精神世界の一大派閥を形成した船井幸雄が気に入り、 盛んにこの論文のPRを行った[3]。
- 1996年、前年の論文を発展させ[2]、死後生存や生まれ変わり等の現代的な霊的世界観を述べた『生きがいの創造―“生まれ変わりの科学”が人生を変える』（PHP研究所、1996年）を出版[4]。船井幸雄の推薦文もあり、生まれ変わりブームの火付け役となる[5]。
- 1997年、LONDON CITY UNIVERSITY BUSINESS SCHOOL大学院にて客員研究員。以降、筑波大学大学院、東北大学大学院において非常勤講師を歴任。
- 2005年、福島大学教授[6]。
- 2009年3月末で教授職を辞し、同年4月以降は、「飯田史彦メンタルヘルス・マネジメント研究所所長」および「飯田史彦スピリチュアル・ケア研究所『光の学校』校長」を務めながら、企業や病院など様々な組織のコンサルティングや、医療機関でのカウンセリングを行っている。カウンセラーとしては、何の資格も持っていない[7]。2009年8月には、長年の夢であった、「誰のいかなる悩みに対しても、完全なる守秘責任のもと、飯田自身が2時間以上をかけて無償でカウンセリング＆スピリチュアル・ケアを行う」ための研究所を設立する。
- あらゆる思想･宗教団体からの中立を守っているとしていると主張している。飯田の著作の多くは死後の性や人生論を扱っており、宗教的メッセージが濃いが、宗教団体を作ることには否定的な態度をとっている[4]。
- 飯田の思想に共鳴する医療関係者が「生きがいのメディカル・ネットワーク」という集団を結成しており、全国で医師180人、看護師110人程度が参加している（2007年時点）[4]。毎年の総会、会報の発行を行う[4]。飯田が顧問を務める。
- 『天国からの手紙』（フジテレビ）、『オーラの泉』（テレビ朝日）に出演している[8]。

## 影響
宗教学者の島薗進は、Googleの検索結果、ネット上の情報から、飯田はスピリチュアル・カウンセラーを自称する江原啓之と近い存在として受け止められていることがうかがわれ、そのメッセージの内容も似ていると指摘している。島薗は、飯田は大学教授の傍らパートタイム的に江原同様の活動を行っているにもかかわらず（現在は退官している）、大きな影響力を持っており、「現代日本の霊的世界観の方向付けに大きく寄与した人物の一人として注目していいと思われる」と評している。

## 書籍

### 単著
- 『こだわりの人材採用戦略』 中央経済社, 1994年 ISBN 4502526541
- 『日本的経営の論点』PHP新書, 1998年 ISBN 4569602975
- 『生きがいの創造 ―“生まれ変わりの科学”が人生を変える』PHP研究所, 1996年 ISBN 4569573142
- 『生きがいのマネジメント』PHP研究所, 1998年 ISBN 4569574467
- 『生きがいの本質, PHP研究所』1999年  ISBN 4569575943
- 『ブレイクスルー思考―人生変革のための現状突破法』PHP研究所, 1999年ISBN 4569578640
- 『愛の論理―私たちは、どこまで愛せばゆるされるのか』PHP研究所, 2002年 ISBN 4569577938
- 『生きがいの真実』PHP研究所, 2003年 ISBN 4569627579
- 『人生の価値―私たちは、どのように生きるべきか』PHP研究所,  2003年 ISBN 4569660401
- 『生きがいの女性論―人生に満たされていないあなたへ』PHP研究所, 2005年 ISBN 4569646603 （三砂ちづるとの共著）
- 『ソウルメイト ～「運命の人」についての7つの考察』（PHP・2005年）
- 『ツインソウル―死にゆく私が体験した奇跡』PHP研究所, 2006年 ISBN  456964886X
- 『決定版・生きがいの創造 ～スピリチュアルな科学研究から読み解く人生のしくみ』（PHP・2006年）
- 『生きがいの創造 Ⅱ ～永遠の愛・めぐり逢う生命』（PHP文庫版・2007年）
- 『生きがいの創造Ⅲ～世界標準の科学的スピリチュアル・ケアを目指して』（PHP･2007年）
- 『教授の恋 ～彼はいかにして運命の人を探し出したか？』（PHP・2008年）
- 『生きがいの音楽療法～つながり感がもたらす奇跡のスピリチュアル・ケア』（PHP・2008年）
- 『愛の論理 ～私たちは、どこまで愛せばゆるされるのか？』（PHP文庫版・2002年）
- 『生きがいのマネジメント ～癒しあい、活かしあう生き方へ』（PHP文庫版・2000年）
- 『スピリチュァリティ教育のすすめ ～「生きる意味」を問い「つながり感」を構築する本質的教育とは』（共著、PHP・2009年）
- 『総解説・生きがいの創造 ～秘話で読み解く「生きがい論」の13年間』（PHP・2009年）。
- 『松下幸之助に学ぶ人生論 ～「経営の神様」が語る人生・天命・宇宙』（PHP・2008年）
- 『永遠の希望 ～エヴェレスト登山に学ぶ人生論』(PHP・2007年)
- 『生きがいの本質』（PHP文庫版・2004年）
- 『生きがいの探求』（PHP・2004年）
- 『生きがいの教室』（PHP・2004年）
- 『生きがいのネットワーク』（PHP・2003年）
- 『生きがいの真実』（PHP・2003年）
- 『ブレイクスルー思考』（PHP文庫版・2002年）
- 『人生において「会社」とは何か』（PHP文庫）
- 『人生の価値』（PHP文庫）
- 『親と子で語る人生論』（PHP文庫）
- 『大学で何をどう学ぶか』（PHP文庫）
- 『生きがいの言葉』(PHP)
- 『生きがいの宝箱』(PHP)
- 『日本的経営の論点』(PHP新書)

### 共著、分担執筆、編集等
- 『共生と連携の地域創造』八朔社, 下平尾勲編, 飯田史彦分担執筆, 1995年
- 『企業文化論を学ぶ人のために』世界思想社, 梅澤正,上野征洋編, 飯田史彦分担執筆, 1995年
- 『あなたが会社を去る前に』同朋舎, 飯田史彦編著, 1998年
- 『生きがいのメッセージ』徳間書店, ビル・グッゲンハイム、ジュディ・グッゲンハイム著, 飯田史彦責任編集, 1999年
- 『車椅子父さんの絵日記』（共著、PHP・2008年）
- 『生きがいの催眠療法』（共著、PHP）
- 『生きがいの女性論』（対談、PHP）
- 『絵物語・生きるということ』（共著、PHP）
- 『生きがいのメッセージ』（責任編集書・徳間書店）、『生きる意味の探究』（翻訳編集書・徳間書店）
- 『さとりをひらくと人生はシンプルで楽になる』（監修書・徳間書店）エックハルト・トール著
- 『生きがいをもって生きる』（監訳書・大和書房）

## 関連文献
- 飯田史彦「「生きがい」の夜明け-生まれ変わりに関する科学的研究の発展が人生観に与える影響について-」『商学論集』第64巻、福島大学、1995年9月、55-102頁、NAID 110000232435。
- 船井幸雄『エヴァへの道―地に足をつけ、ゆったりと、21世紀に向かおう』PHP研究所、1996年。
- 飯田史彦『これでいいのだ わが道を幸せに生きる方法』PHP研究所、2013年。